# 副島保彦
副島 保彦（そえじま やすひこ）は、日本のボクサーである。出生地：佐賀県、出身地：神奈川県。
経歴は、神奈川県藤沢市立鵠沼中－横浜高校－中央大学－群馬県。
神奈川県在住時、小学校からボクシングを始める。
1980年、モスクワオリンピック日本代表。
戦績186勝13敗 (110RSC・KO)

## 主な実績
- 1976年 - 全国高校総体 優勝。
- 1977年 - 全国高校総体優勝。
- 1980年 - 第9回アジア選手権 優勝。
- 1980年 - 全日本選手権 優勝[1]。
- 1981年 - 全日本選手権 優勝。
- 1982年 - 全日本選手権 優勝。

### 日本代表としての主な国際大会
- 1977年 - 第8回アジア大会（タイ・バンコク）。
- 1979年 - 世界選手権（プレ・オリンピック－モスクワ）。
- 1980年 - 第9回アジア選手権（インド・ボンベイ）。
- 1980年 - モスクワオリンピックライトウェルター級の代表となるが、日本のボイコットにより幻となる。

他多数

## 主な表彰
- 1977年 - 神奈川スポーツ賞。
- 1978年 - ボクシングライターズクラブ新鋭賞。
- 1980年 - ボクシングライターズクラブ最優秀選手賞。
- 1981年 - ボクシングライターズクラブ最優秀選手賞。

## エピソード
当時不良の巣窟として知られていた横浜高校の中でも3学年後輩の愛甲猛が「野球部キャプテンの門崎っていう人と、ボクシング部の副島、この2人はどうしようもないくらいワルかった」と後年振り返るほどの悪童として知られていた。